# DRB-bankcsoport
A DRB-bankcsoport a DRB bankból és három kereskedelmi kisbankból áll. A csoport bankjainak együttes mérlegfőösszege a teljes hazai bankszektornak az egy százalékát sem éri el. A bankcsoport valamennyi bankjának működését 2015 februárjában  - a Buda-Cash Brókerház Rt. céggel egy időben - felügyeleti és rendőrségi eljárás részeként felfüggesztették, és élükre felügyeleti biztosokat neveztek ki. A Buda-Cash és a bankcsoport tulajdonosi körei között bizonyos átfedés van. A Magyar Nemzeti Bank 2015. február 27-én újabb sajtóközleményt tett közzé a Buda-Cash és a DRB-bankcsoport ügyében.

## Tagjai
- DRB Dél-Dunántúli Regionális Bank Zrt. (röviden: DRB Bank)
- az Észak-magyarországi Regionális Bank (ÉRB), Miskolc
- a Dél-Dunántúli Takarék Bank (DDB) és
- a Buda Regionális Bankkal (BRB).

## A DRB Bank története
- A DRB Bank jogelődjei az 1950-es években Baranya megyében működő takarékszövetkezetek voltak. Ezek 1976-ban egyesültek a Siklós és Vidéke Takarékszövetkezetben. Az új takarékszövetkezet 1988-ban Pécsen, majd 1999-ben Kaposváron és Budapesten is fiókot nyitott.
- Jelenleg 119 tulajdonosa van.
- Székhelye: Siklós
- 2014-ig szponzorálta az MK Pelikán Siklós KC sportegyesületet DRB Bank Siklós KC néven.